# Castello di Brunico
Il castello di Brunico (ted.: Burg Bruneck) è un castello che sorge sopra una collina - il Kühbergl - nel centro storico della cittadina di Brunico in val Pusteria, in Alto Adige.

## Storia

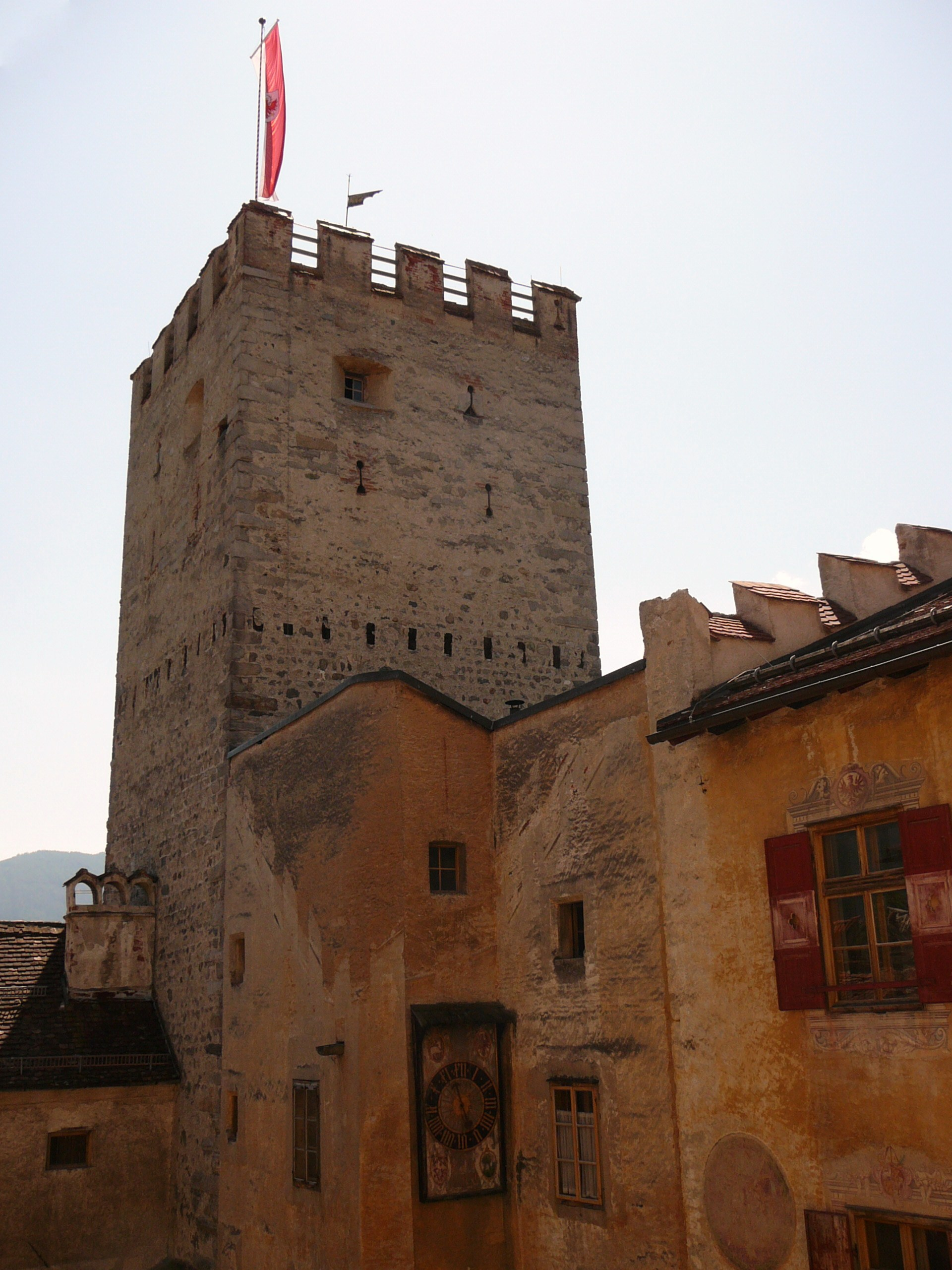
La torre del castello

Il castello di Brunico fu fatto costruire nel 1251 dal principe vescovo di Bressanone Bruno von Kirchberg. In quel periodo la diocesi di Bressanone stava perdendo sempre più potere temporale a vantaggio dei suoi avvocati, i conti di Tirolo, e quindi per mantenere il controllo della Contea della Val Pusteria, donatagli nel 1091 dall'imperatore Enrico IV, fu eretto il castello.
Il primo evento storico significativo riguardante il castello, si ebbe nell'aprile 1460 quando il vescovo di Bressanone, cardinale Nicola Cusano (più noto con il nome di Nicolò Cusano) dovette rifugiarsi nel maniero. Un'annosa lite con la badessa di Castel Badia, Verena von Stuben, gli aveva inimicato anche Sigismondo d'Austria, allora principe del Tirolo. Egli assediò il Cusano con 4000 fanti e 1000 cavalieri nel castello di Brunico, e lo lasciò libero solo dopo che ebbe firmato un trattato contro la sua volontà.
Il castello alloggiò spesso ospiti illustri: quando l'imperatore Massimiliano I d'Asburgo passò per la val Pusteria diretto ai suoi nuovi possedimenti in Carinzia, vi soggiornò per una settimana, ospite del vescovo Melchior di Bressanone. Nel 1544 i figli dell'imperatore Ferdinando I vi vennero portati al sicuro dalla peste che imperversava nella valle dell'Inn. Nell'aprile del 1552 l'imperatore Carlo V vi si riposò dopo essere fuggito davanti al duca Maurizio I, Elettore di Sassonia. Infine nel 1738 la granduchessa Maria Teresa, futura imperatrice, benché alloggiasse al palazzo Sternbach, fece visita al castello.
Durante l'occupazione franco-bavarese, fra il 1805 e il 1812, il castello fu usato dai militari. Con i cannoni posizionati sul castello e sul colle, i francesi fermarono l'assalto dei contadini in rivolta. Con la restaurazione il castello ritornò al suo legittimo proprietario, il vescovo di Bressanone.
Più recentemente il castello vide ancora una volta un altro potente, l'imperatore Francesco Giuseppe che visitò il maniero durante il suo soggiorno all'hotel Posta di Brunico, in occasione delle grandi manovre militari.

### Le stanze vescovili

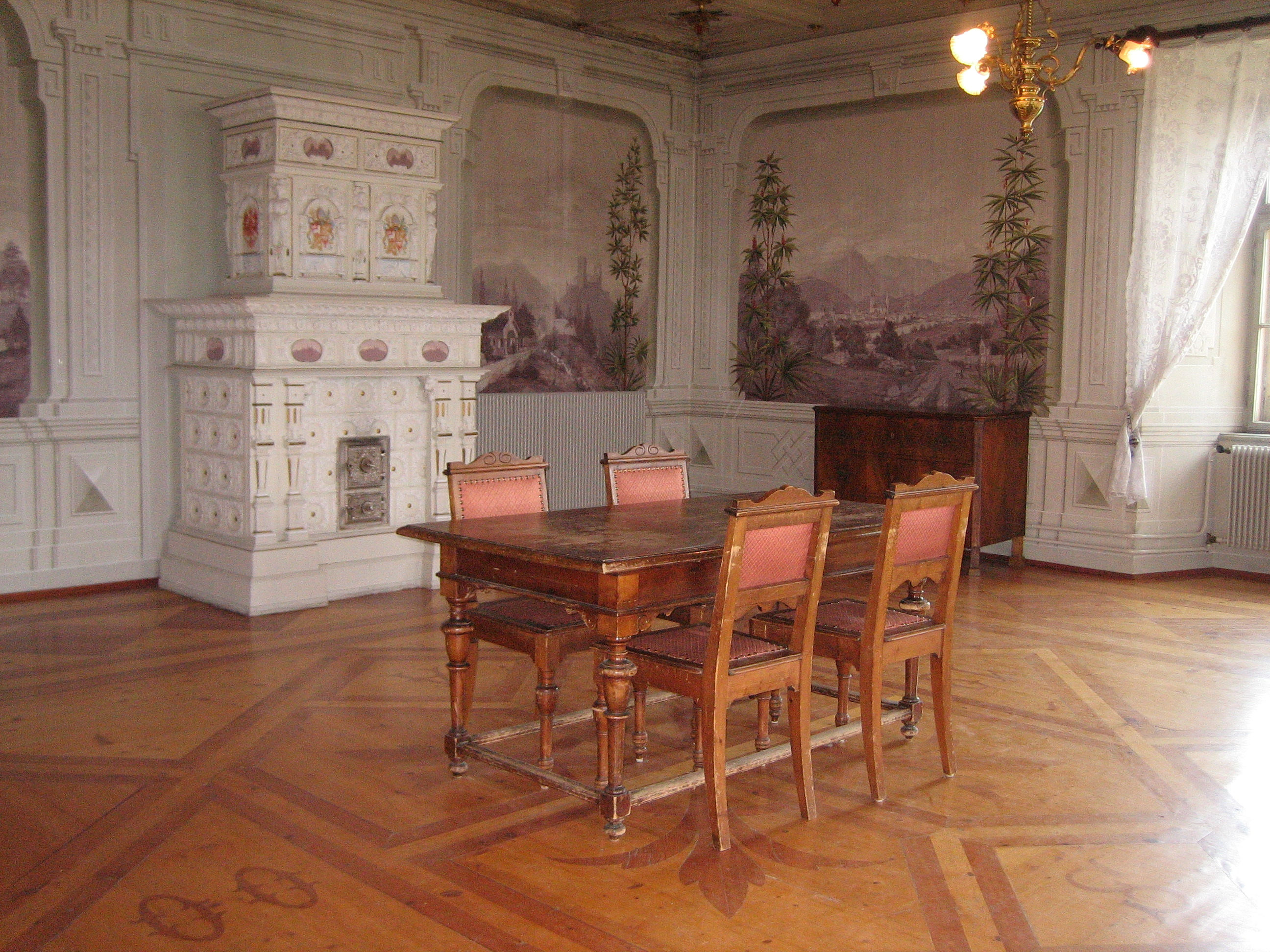
Una delle sale vescovili

Le stanze vescovili (soggiorno, sale delle conferenze, camera da letto) sono state interamente rinnovate durante l'ultimo restauro del 1900 secondo il gusto del tempo. Sono delle stanze ampie e luminose e danno una vista panoramica sulla città di Brunico. Fino agli anni '50 nei mesi estivi esse ospitavano i vescovi di Bressanone. Nel soggiorno si nota un bel soffitto a cassettoni con lo stemma dei conti/vescovi von Spaur e un pavimento ornato con degli intagli di legno (la data 1900 e le lettere A e S per il vescovo Simon Aichner). Assai belle sono anche le stufe di stucco, una in ogni stanza. I muri sono decorati con pitture in uno stile molto raro per la zona; ad eccezione di un quadro, che raffigura la città di Bressanone, tutti gli altri sono paesaggi di fantasia.

### La cappella del castello

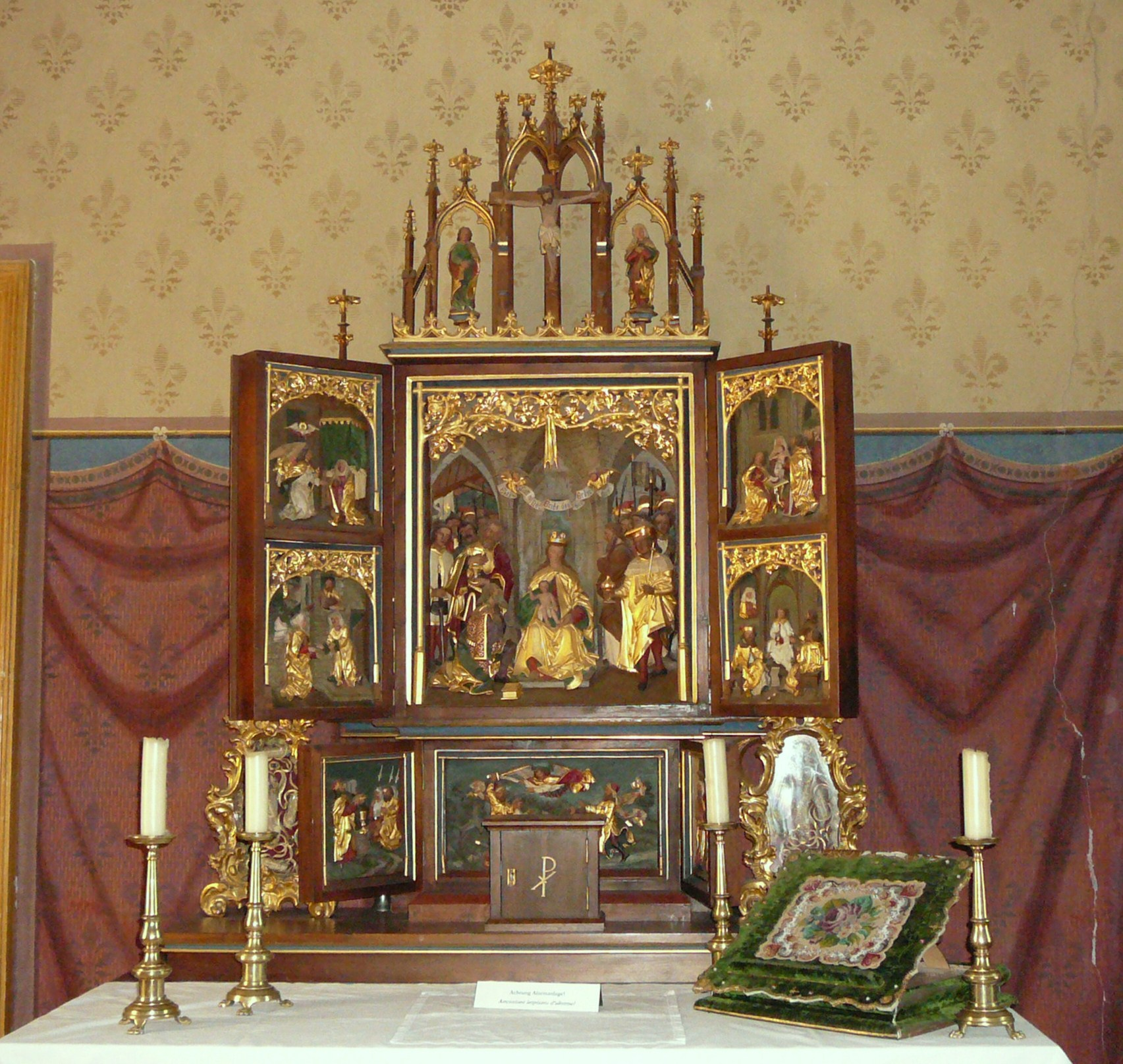
Il trittico custodico all'interno della cappella

La cappella fu costruita durante l'ultimo restauro del 1900 in stile neogotico. L'altare, un trittico neogotico, è dello stesso periodo. Raffigura cinque scene di vita della Vergine Maria e di Gesù (l'Annunciazione, Maria ed Elisabetta, la nascita di Cristo, Maria con Gesù nel tempio e Gesù tra gli scribi) e in basso scene del Vecchio Testamento (con Adamo ed Eva ne paradiso).
Meritano attenzione anche le finestre di vetro colorato con lo stemma degli Asburgo (l'aquila nera a 2 teste), quello del Tirolo (l'aquila rossa) e lo stemma del vescovo Simon Aichner (l'agnello, l'aquila col pastorale, la freccia e l'ancora), sotto il quale nel 1900 fu restaurato il castello.

## Il castello oggi
Il castello è facilmente raggiungibile con una passeggiata che sale sulla collina dal centro della città. L'ingresso avviene attraverso il portone meridionale, dove un tempo c'era un ponte levatoio.
All'interno il castello ha un cortile con una torre circolare, dove una scala dà accesso agli ambienti superiori. Ai piani superiori si trovano alcune delle stanze vescovili, e anche una piccola cappella.
Nell'ala di destra ci sono gli alloggi dei vescovi, mentre nell'ala di sinistra si trovano l'appartamento dell'amministratore e gli alloggi del personale.
Nel 2011 Reinhold Messner ha ottenuto la possibilità di utilizzare un'ala del castello per 20 anni a titolo gratuito, per un'esposizione del suo Messner Mountain Museum. Reinhold Messner ha quindi inaugurato il suo quinto museo della montagna.

## Galleria d'immagini

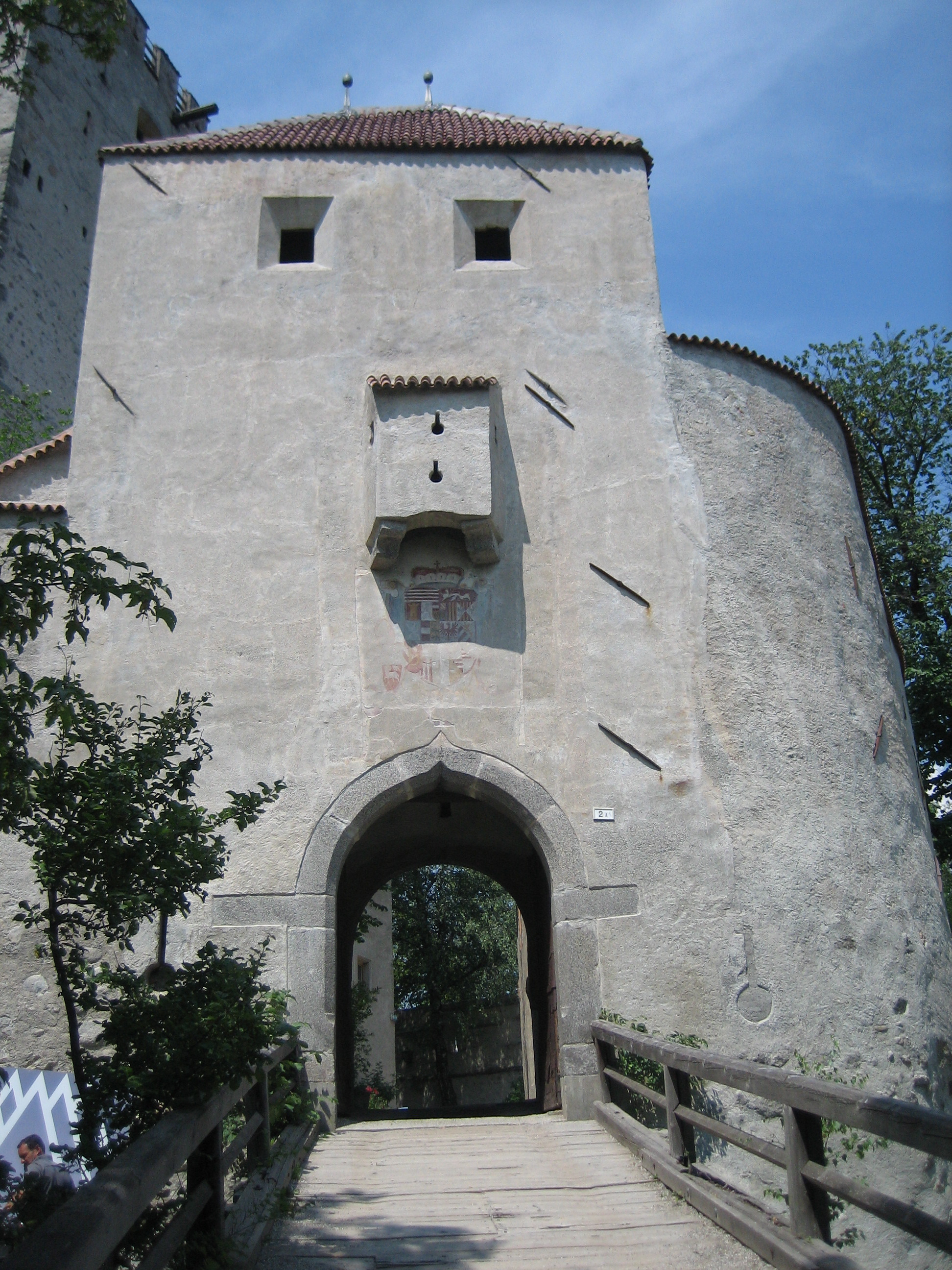
L'ex-ponte levatoio
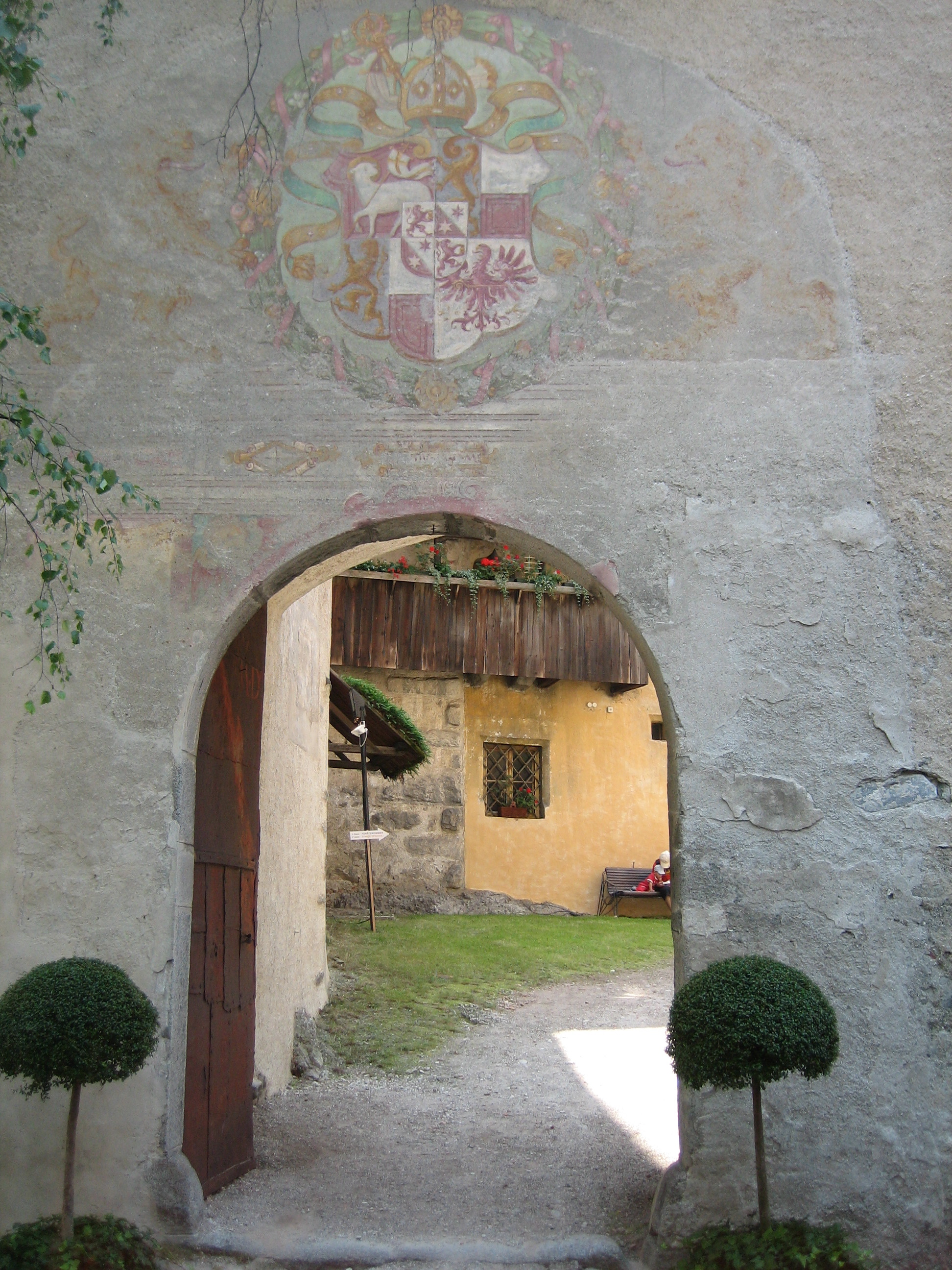
L'ingresso
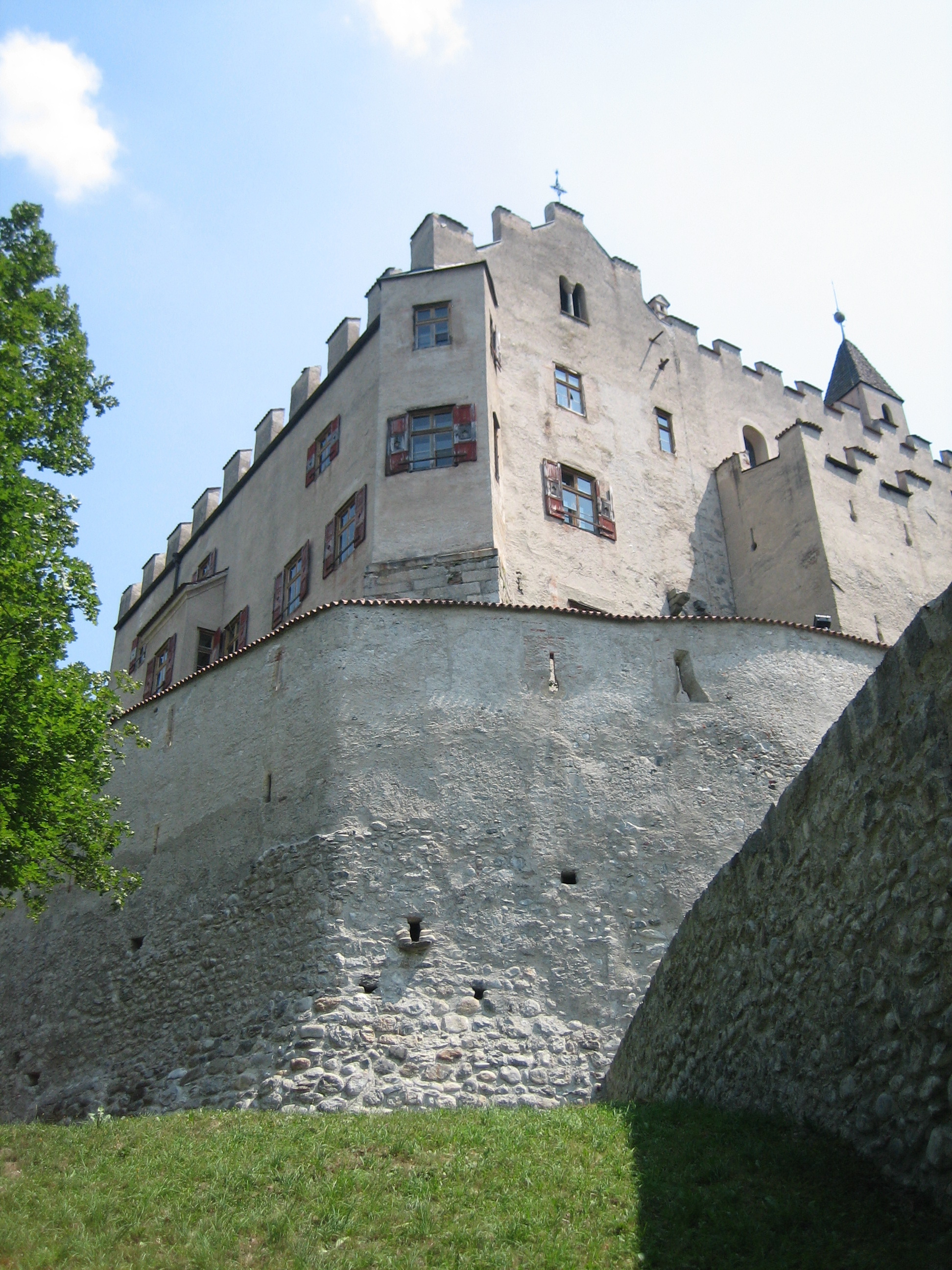
Angolo nord-est del castello
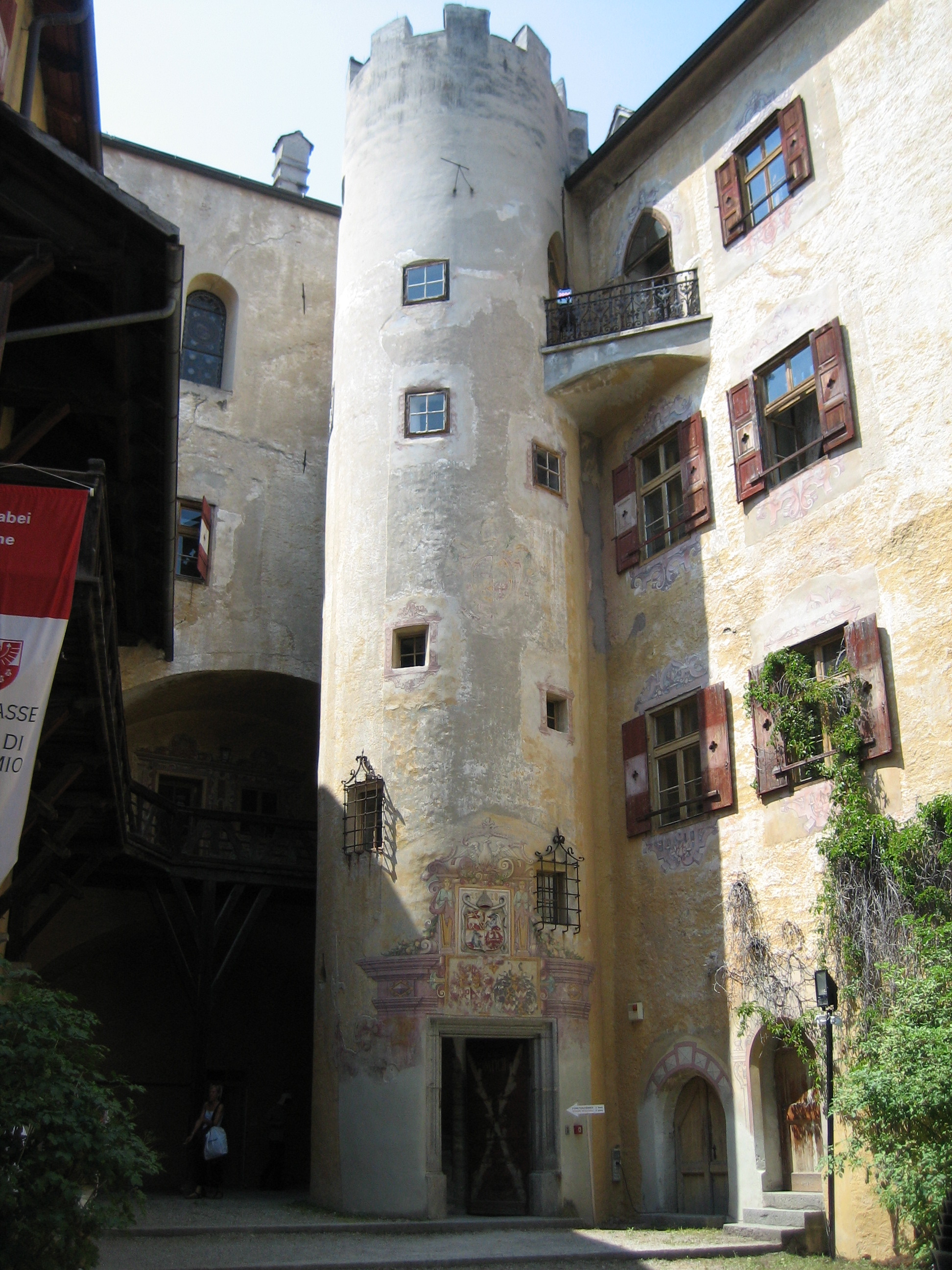
La torre dall'interno
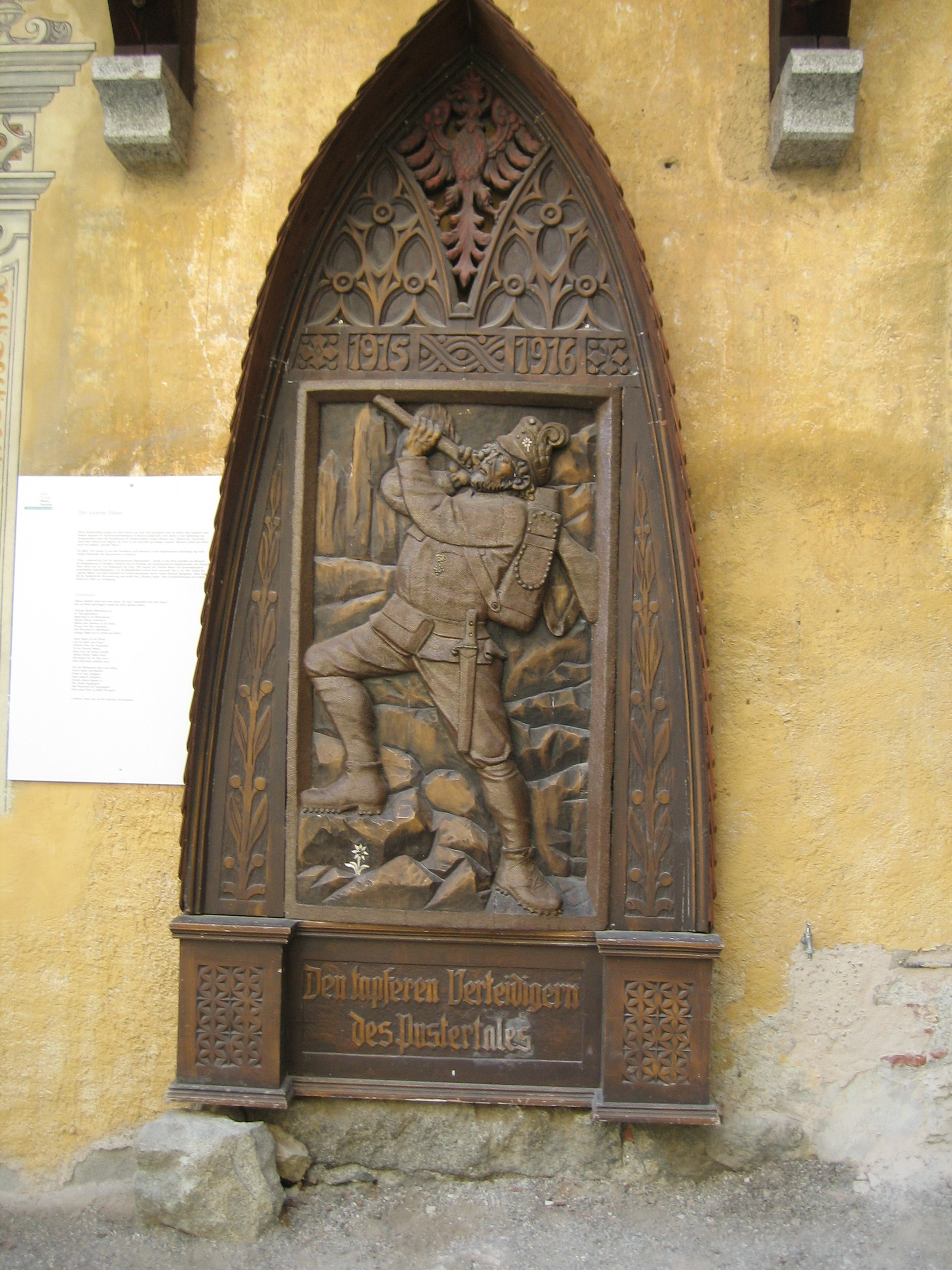
La scultura dell'Eisenmann
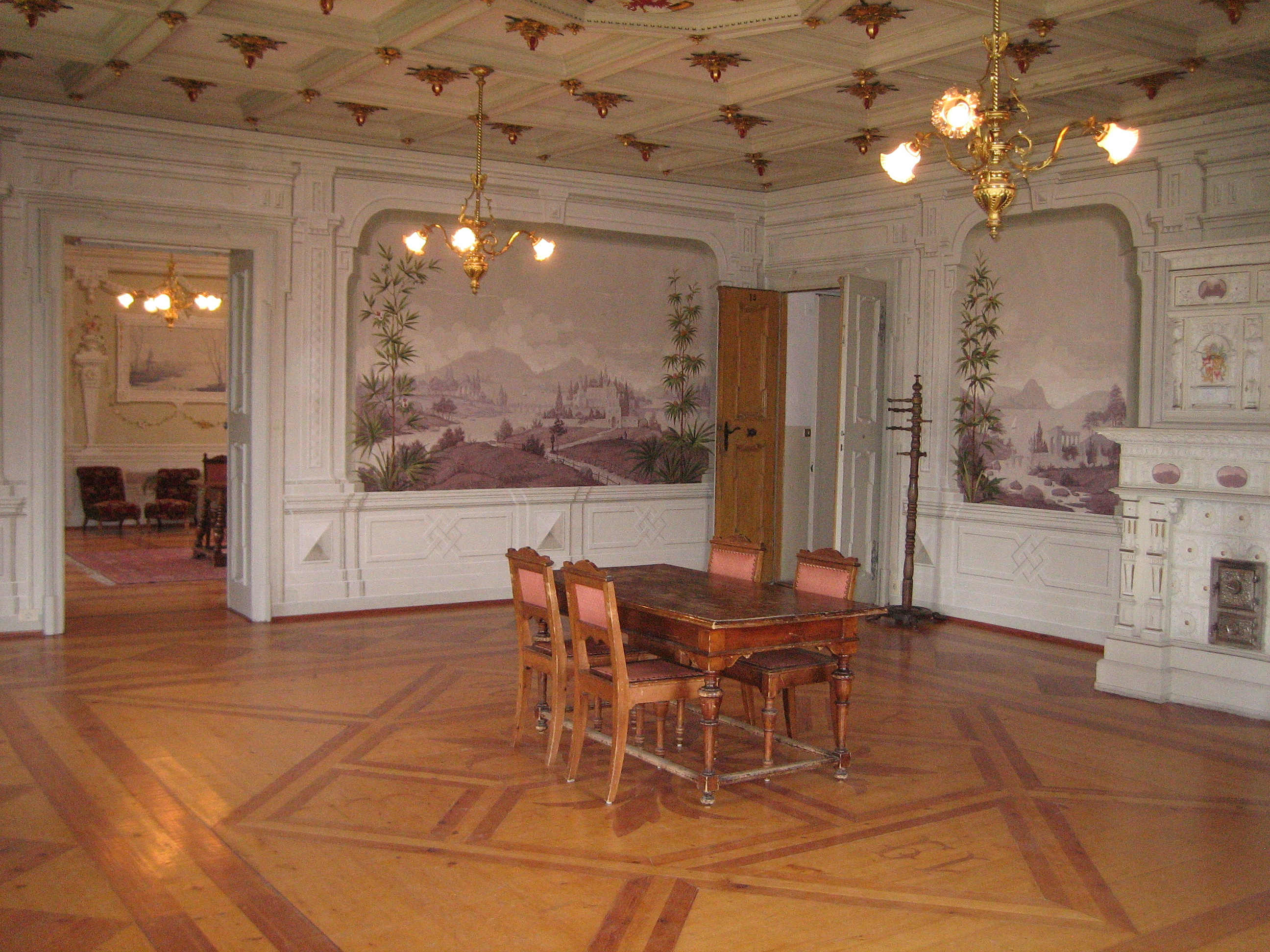
Una delle stanze interne
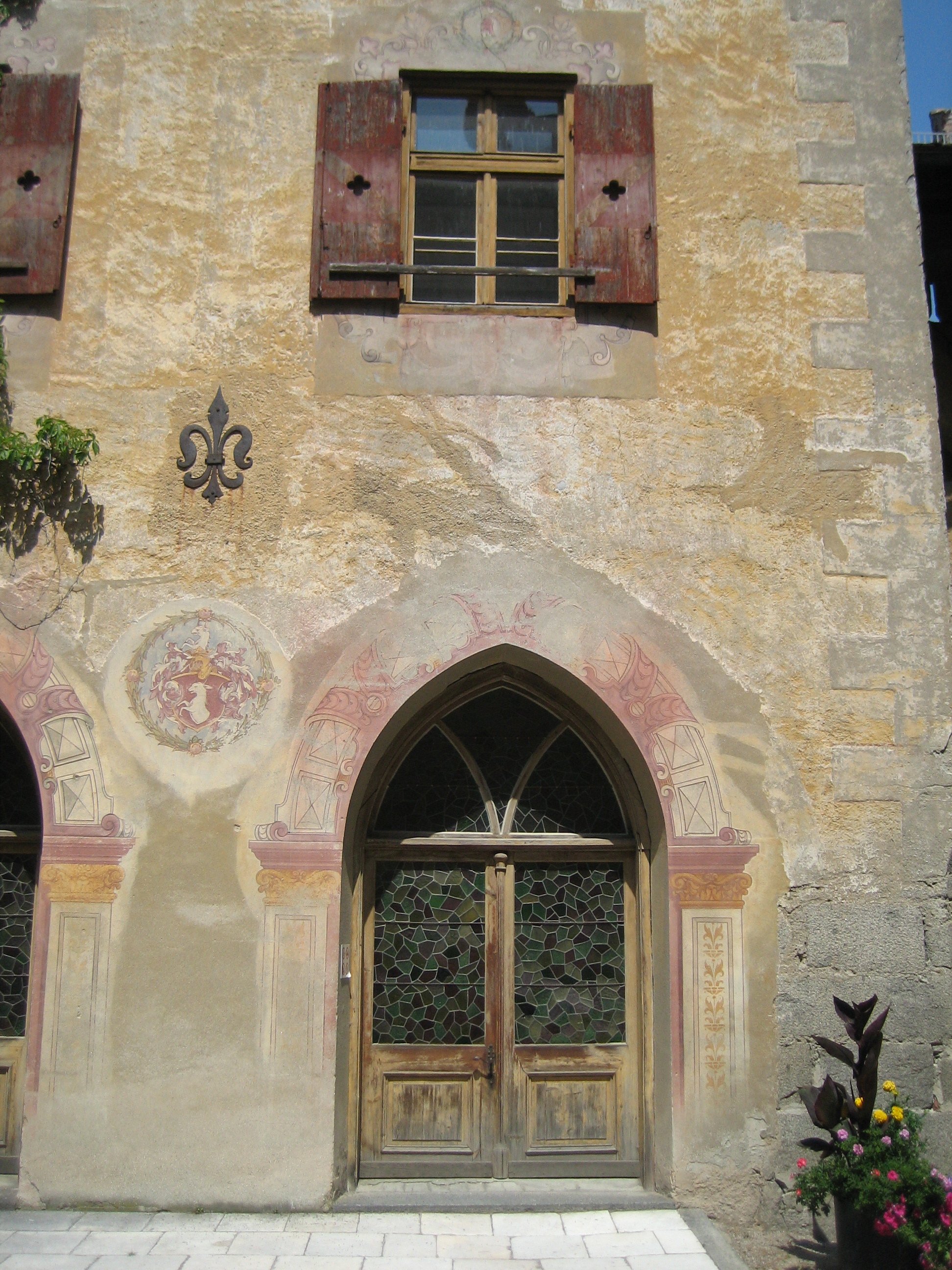
Il portone d'ingresso
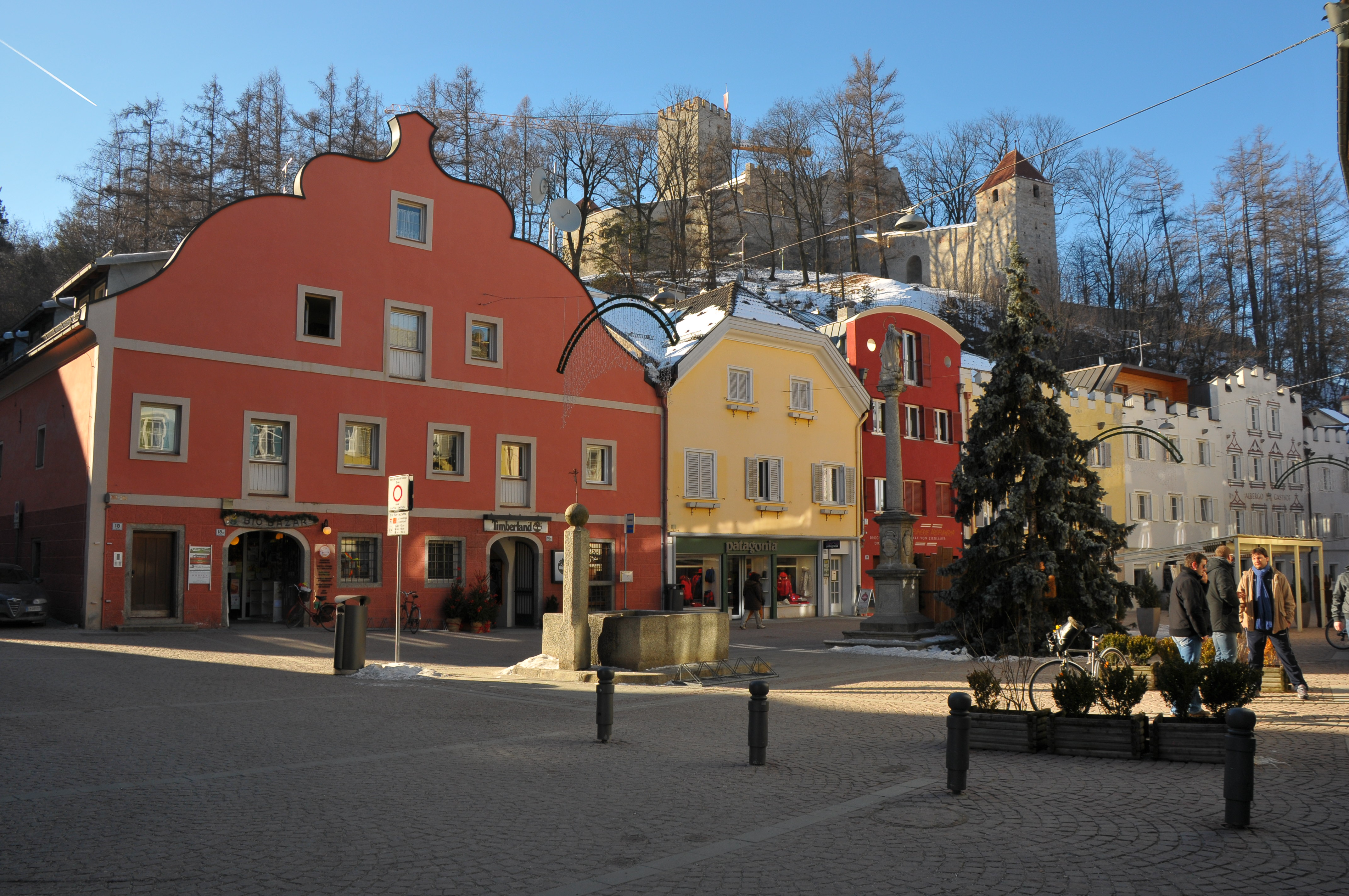
Il castello visto dal centro di Brunico